# Villers-sur-le-Mont
Pour les articles homonymes, voir Villers.
Villers-sur-le Mont est une commune française, située dans le département des Ardennes en région Grand Est. Ce village a une grande place centrale avec un étang.

## Géographie
| Yvernaumont | Boulzicourt         |                  |
|             | Villers-sur-le-Mont | Balaives-et-Butz |
| Poix-Terron |                     | Singly           |

### Hydrographie
La commune est dans le bassin versant de la Meuse au sein du bassin Rhin-Meuse. Elle n'est drainée par aucun cours d'eau,.

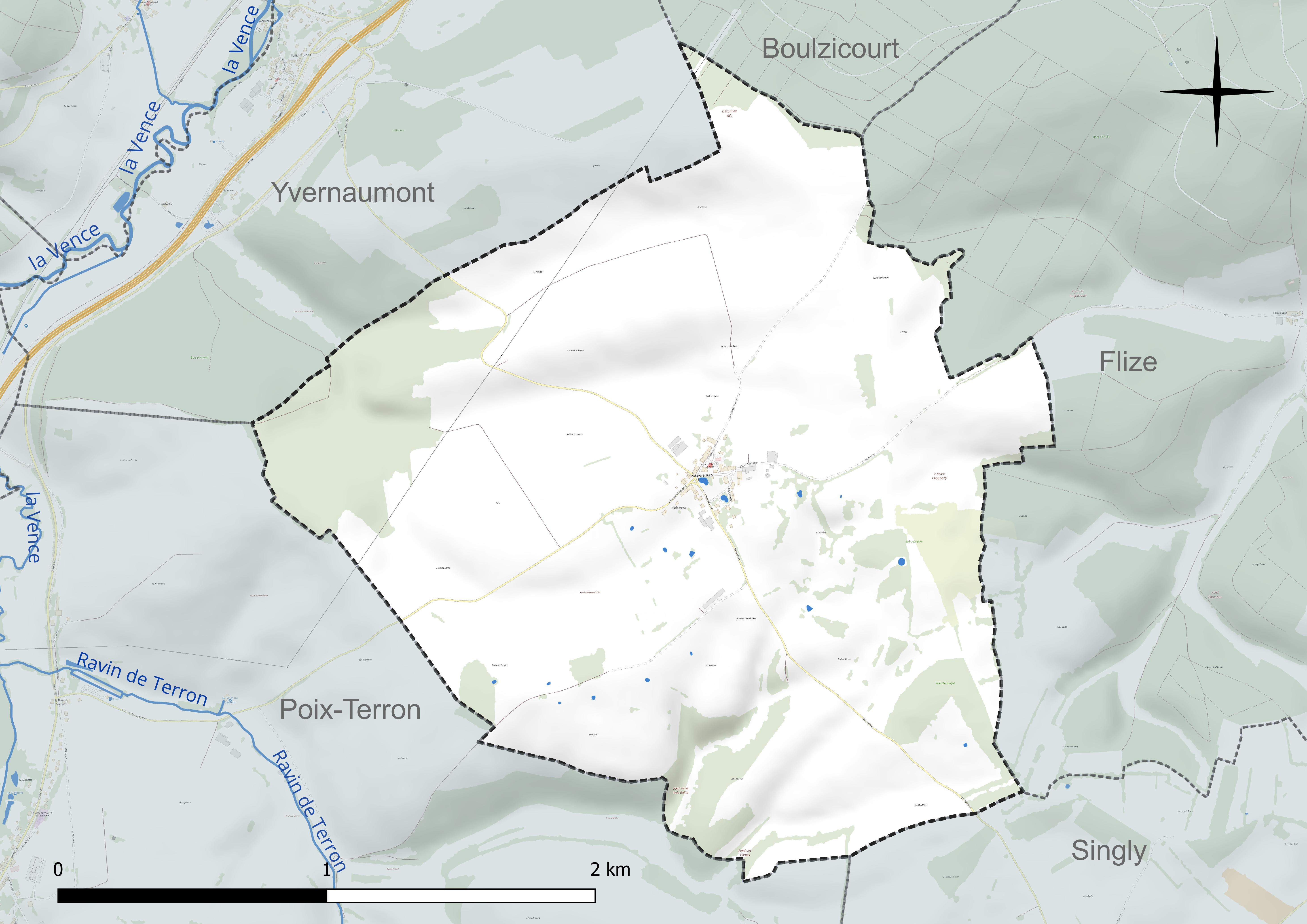
Réseau hydrographique de Villers-sur-le-Mont.

### Climat
Pour des articles plus généraux, voir Climat du Grand Est et Climat des Ardennes.
En 2010, le climat de la commune est de type climat de montagne, selon une étude du Centre national de la recherche scientifique s'appuyant sur une série de données couvrant la période 1971-2000. En 2020, Météo-France publie une typologie des climats de la France métropolitaine dans laquelle la commune est exposée à un climat océanique altéré et est dans la région climatique  Nord-est du bassin Parisien, caractérisée par un ensoleillement médiocre, une pluviométrie moyenne régulièrement répartie au cours de l’année et un hiver froid (3 °C). 
Pour la période 1971-2000, la température annuelle moyenne est de 9,7 °C, avec une amplitude thermique annuelle de 15,7 °C. Le cumul annuel moyen de précipitations est de 1 070 mm, avec 14,5 jours de précipitations en janvier et 10,2 jours en juillet. Pour la période 1991-2020, la température moyenne annuelle observée sur la station météorologique de Météo-France la plus proche, « Launois-sur-Vence_sapc », sur la commune de Launois-sur-Vence à 10 km à vol d'oiseau, est de 10,5 °C et le cumul annuel moyen de précipitations est de 889,5 mm. 
La température maximale relevée sur cette station est de 39,4 °C, atteinte le 25 juillet 2019 ; la température minimale est de −12,8 °C, atteinte le 7 février 2012,,. 
Les paramètres climatiques de la commune ont été estimés pour le milieu du siècle (2041-2070) selon différents scénarios d'émission de gaz à effet de serre à partir des nouvelles projections climatiques de référence DRIAS-2020. Ils sont consultables sur un site dédié publié par Météo-France en novembre 2022.

## Urbanisme

### Typologie
Au 1er janvier 2024, Villers-sur-le-Mont est catégorisée commune rurale à habitat dispersé, selon la nouvelle grille communale de densité à 7 niveaux définie par l'Insee en 2022.
Elle est située hors unité urbaine. Par ailleurs la commune fait partie de l'aire d'attraction de Charleville-Mézières, dont elle est une commune de la couronne,. Cette aire, qui regroupe 132 communes, est catégorisée dans les aires de 50 000 à moins de 200 000 habitants,.

### Occupation des sols
L'occupation des sols de la commune, telle qu'elle ressort de la base de données européenne d’occupation biophysique des sols Corine Land Cover (CLC), est marquée par l'importance des territoires agricoles (89,5 % en 2018), une proportion sensiblement équivalente à celle de 1990 (88,9 %). La répartition détaillée en 2018 est la suivante : 
terres arables (57,4 %), prairies (32,1 %), forêts (10,5 %). L'évolution de l’occupation des sols de la commune et de ses infrastructures peut être observée sur les différentes représentations cartographiques du territoire : la carte de Cassini (XVIIIe siècle), la carte d'état-major (1820-1866) et les cartes ou photos aériennes de l'IGN pour la période actuelle (1950 à aujourd'hui).

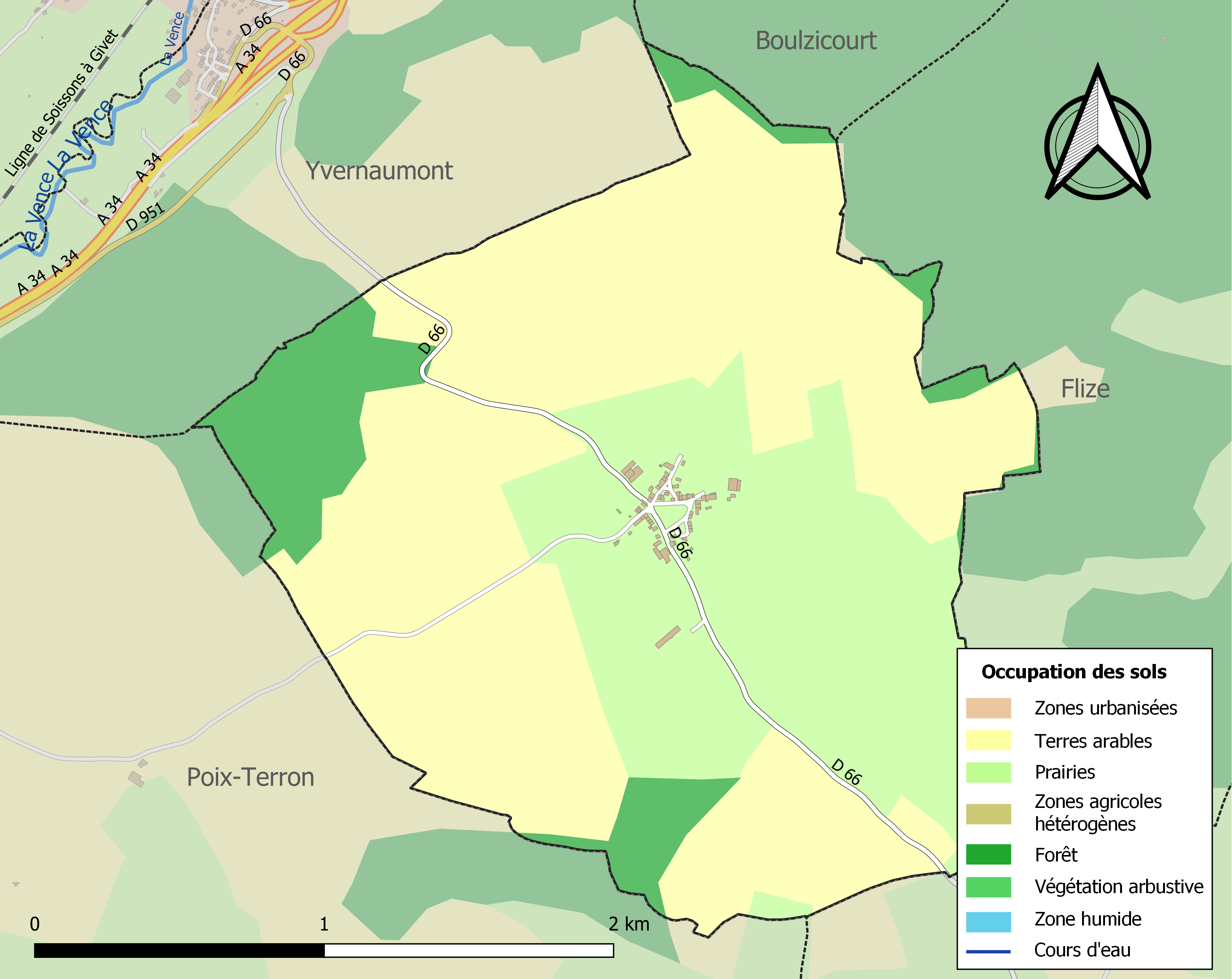
Carte des infrastructures et de l'occupation des sols de la commune en 2018 (CLC).

## Toponymie
Dés 1187, il est fait connaissance d’une ferme appelée « Villers-la Montagne », parce que située sur un des points culminants du domaine (295 mètres), longeant la voie romaine (en provenance de Trêves en Allemagne et en direction de Attigny dans les Ardennes françaises).
A l’époque romaine, les lieux se prénommaient « Villare supra Montem ».
Il est mentionné dans un acte de vente consenti en Juin 1299, le nom du village, tel « Viler en son le Mont ».
Pour rappel, « Villers » est issu du gallo-roman « Villare », lui-même dérivé du mot « Villa », issu du latin « Villa rustica » ; signifiant « Grand domaine rural » ;
ainsi rappelant, la situation géographique du primo-domaine, soit sur la Montagne, le nom du village finira par s'écrire « Villers-sur-le Mont »
Malheureusement, mainte fois détruit, le village se "reconstruira" plusieurs fois, en différents lieux. Aujourd'hui, situé plus à l'ouest de son point historique, à l'écart de son point culminant originel.

## Politique et administration
| Période                                  | Période      | Identité         | Étiquette | Qualité |
| ---------------------------------------- | ------------ | ---------------- | --------- | ------- |
| avant 1981                               |              | Maxime Thomas    |           |         |
| mars 2001                                | mars 2008    | Christian Thomas |           |         |
| mars 2008                                | juillet 2010 | Pascal Bourgeois |           |         |
| aout 2010                                | mars 2014    | Roger Paquet     |           |         |
| mars 2014                                | juin 2020    | Emmanuel Assa    |           |         |
| juin 2020                                | En cours     | Vincent Colinet  |           |         |
| Les données manquantes sont à compléter. |              |                  |           |         |

## Démographie
L'évolution du nombre d'habitants est connue à travers les recensements de la population effectués dans la commune depuis 1793. Pour les communes de moins de 10 000 habitants, une enquête de recensement portant sur toute la population est réalisée tous les cinq ans, les populations de référence des années intermédiaires étant quant à elles estimées par interpolation ou extrapolation. Pour la commune, le premier recensement exhaustif entrant dans le cadre du nouveau dispositif a été réalisé en 2005.

En 2022, la commune comptait 102 habitants, en évolution de −8,11 % par rapport à 2016 (Ardennes : −2,97 %, France hors Mayotte : +2,11 %).
| 1793 | 1800 | 1806 | 1821 | 1831 | 1836 | 1841 | 1846 | 1851 |
| ---- | ---- | ---- | ---- | ---- | ---- | ---- | ---- | ---- |
| 142  | 136  | 159  | 172  | 156  | 155  | 149  | 149  | 180  |

| 1866 | 1872 | 1876 | 1881 | 1886 | 1891 | 1896 | 1901 | 1906 |
| ---- | ---- | ---- | ---- | ---- | ---- | ---- | ---- | ---- |
| 194  | 176  | 158  | 152  | 152  | 135  | 129  | 116  | 114  |

| 1911 | 1921 | 1926 | 1931 | 1936 | 1946 | 1954 | 1962 | 1968 |
| ---- | ---- | ---- | ---- | ---- | ---- | ---- | ---- | ---- |
| 88   | 73   | 68   | 61   | 59   | 72   | 57   | 40   | 33   |

| 1975 | 1982 | 1990 | 1999 | 2005 | 2006 | 2010 | 2015 | 2020 |
| ---- | ---- | ---- | ---- | ---- | ---- | ---- | ---- | ---- |
| 31   | 47   | 62   | 77   | 87   | 94   | 95   | 110  | 103  |

| 2022 | - | - | - | - | - | - | - | - |
| ---- | - | - | - | - | - | - | - | - |
| 102  | - | - | - | - | - | - | - | - |

Selon les archives départementales, un comptage de la population établit un nombre d'habitants, sur une période antérieure :
| 1400  | 1510  | 1636   | 1657                              | 1720   |
| 50 h. | 62 h. | 100 h. | 66 h. (nb d’abord réduit à 35 h.) | 100 h. |

## Lieux et monuments
- Église Saint-Boniface, sur la place Saint-Boniface de Villers-sur-le Mont.

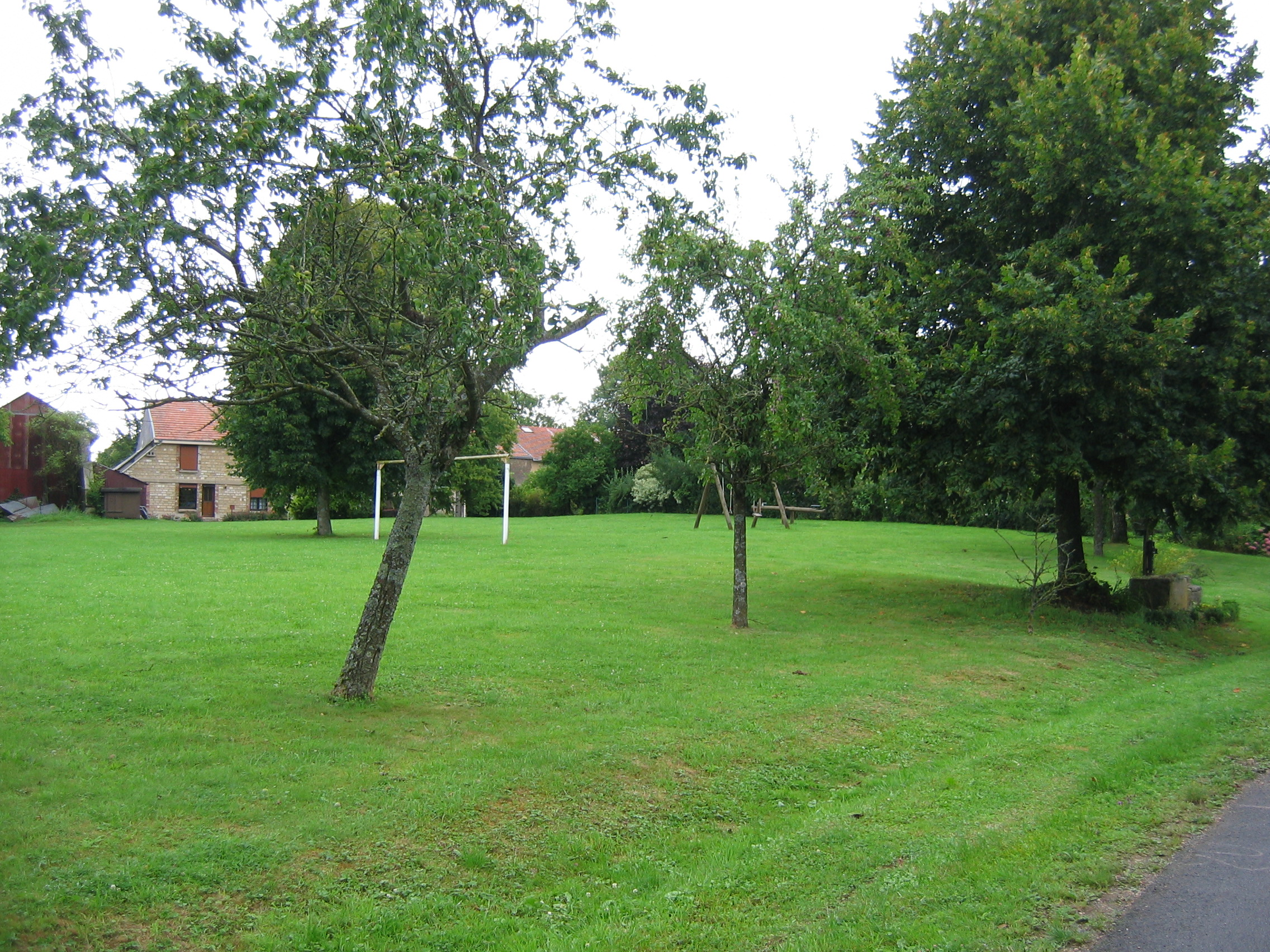
Parc vert central, dit  " Le Pâquis "
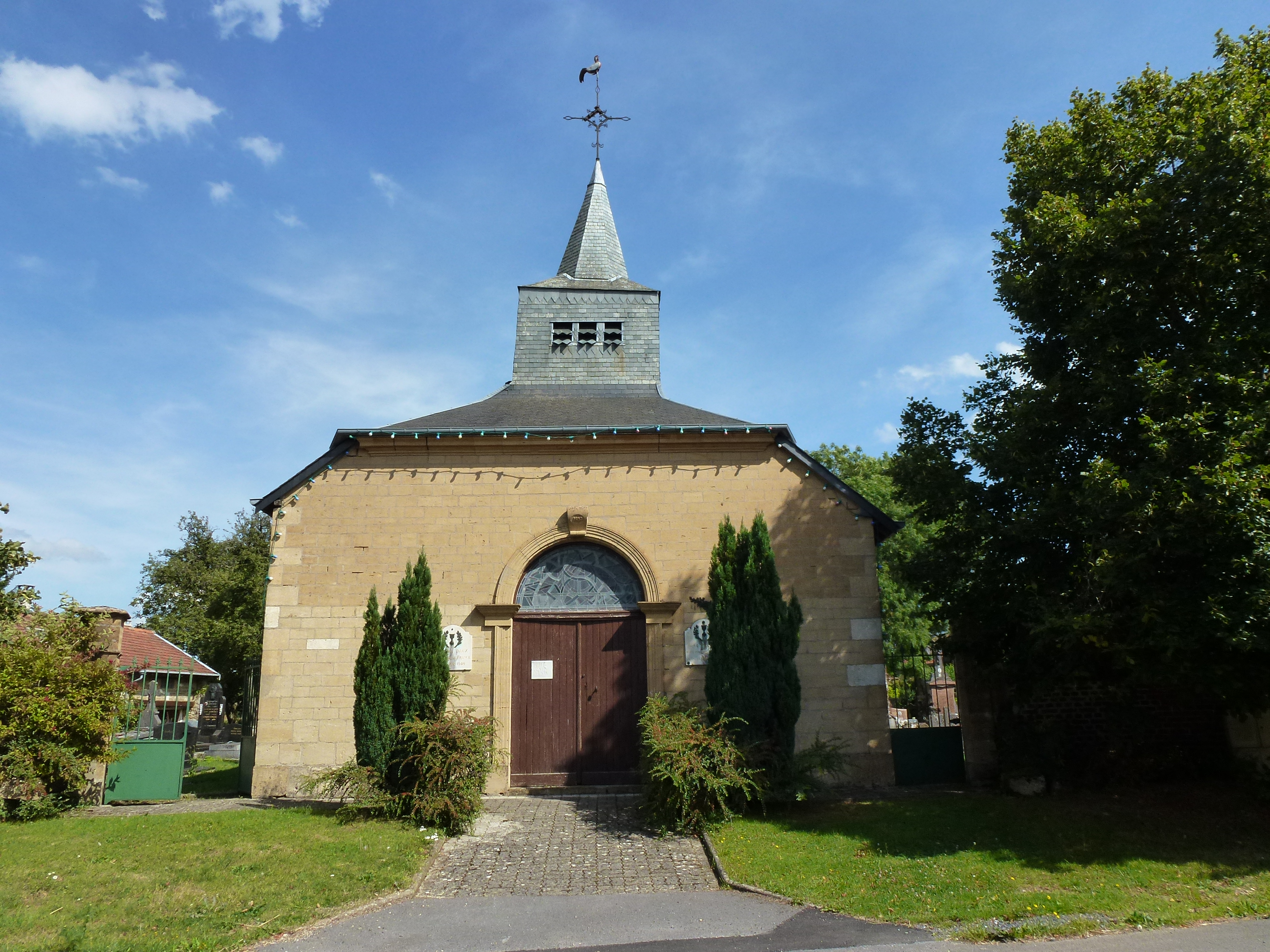
L'Eglise Saint-Boniface.
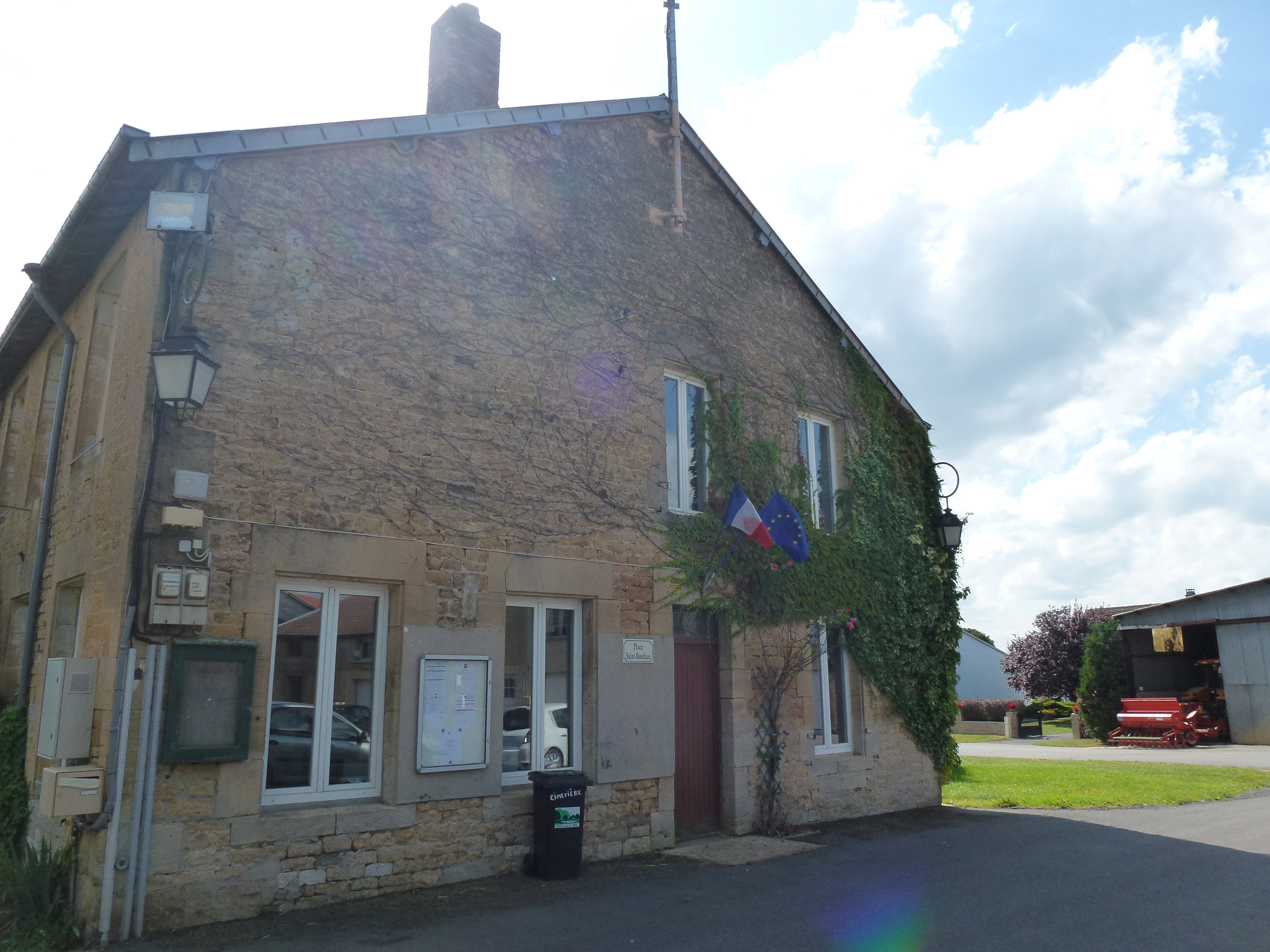
La Mairie (anciennement l'Ecole communale)
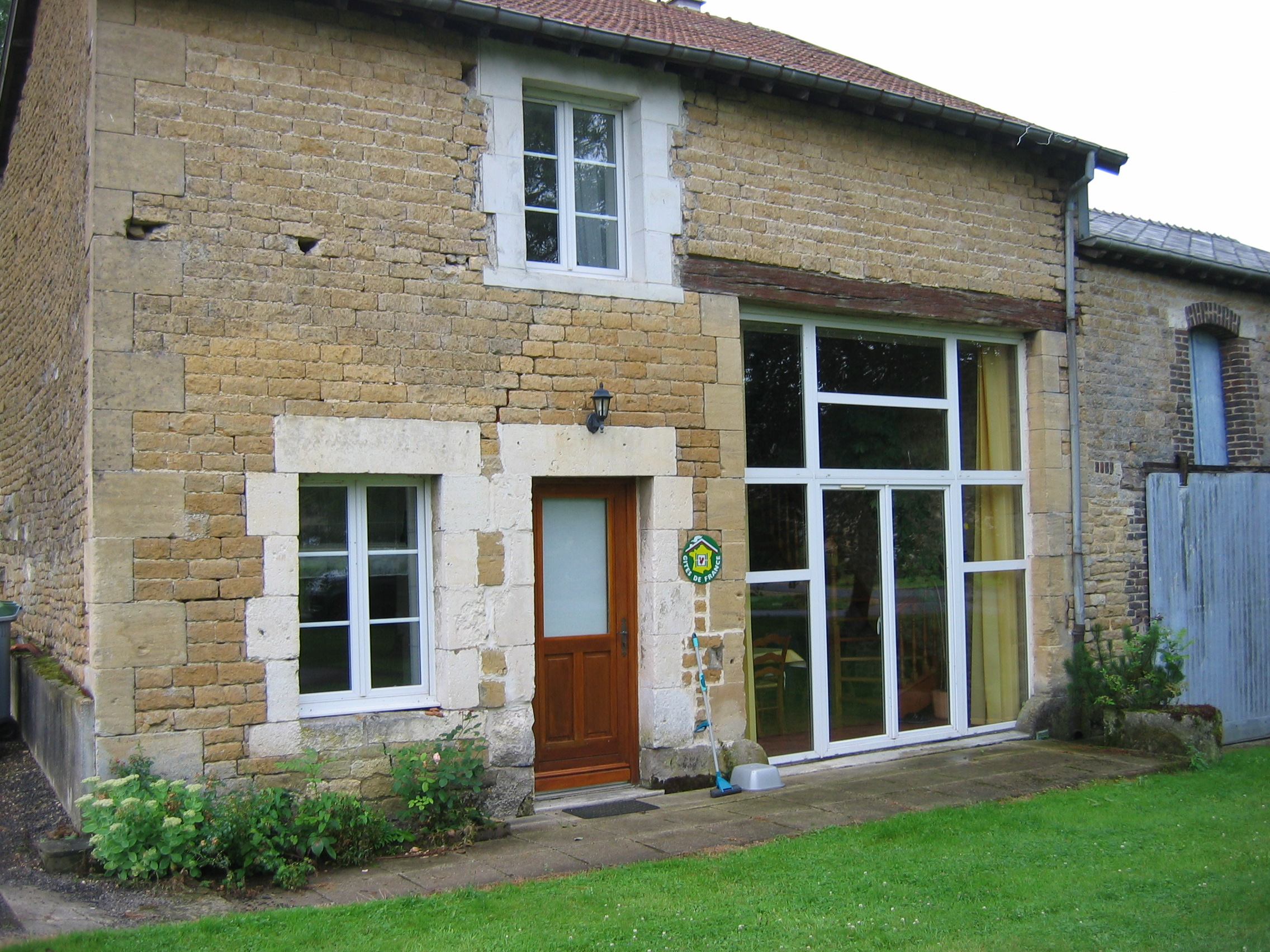
Un gîte rural.
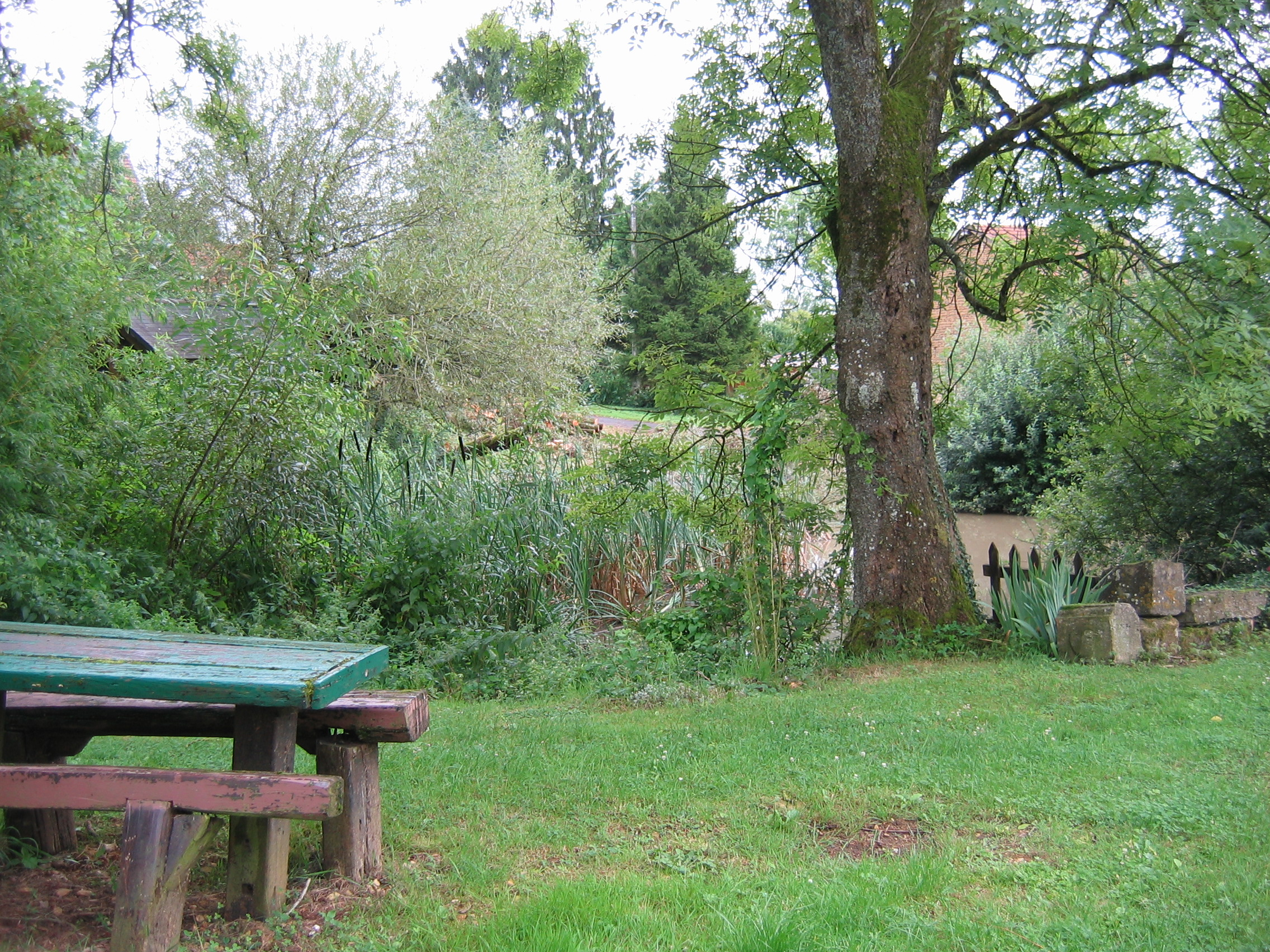
Mare aux abords du " Pâquis " (Parc vert).
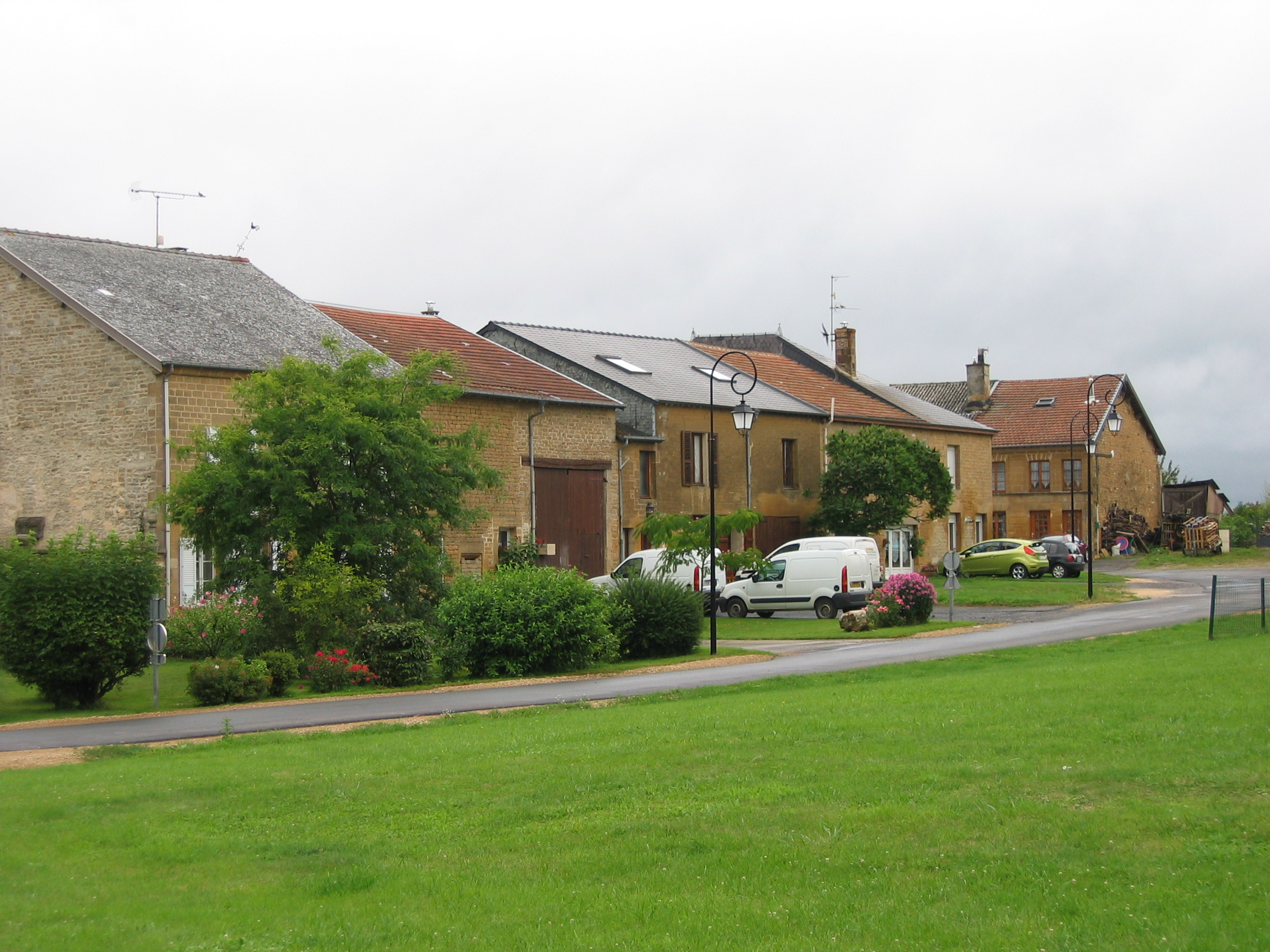
Au bord du " Pâquis " (Parc vert).
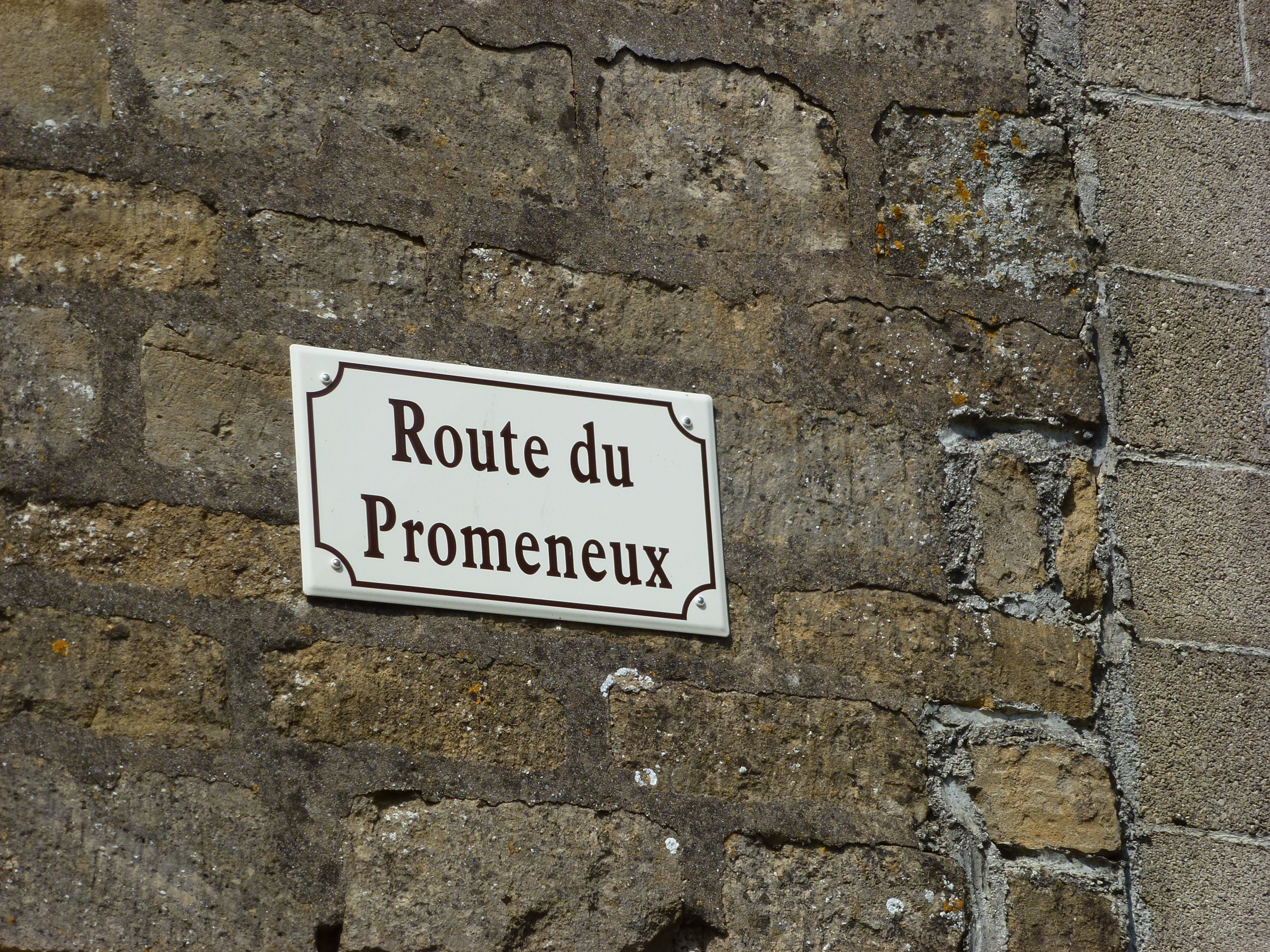
Route du Promeneux.